# العلاقات اليابانية التنزانية
العلاقات اليابانية التنزانية هي العلاقات الثنائية التي تجمع بين اليابان وتنزانيا.

## مقارنة بين البلدين
هذه مقارنة عامة ومرجعية للدولتين:
| وجه المقارنة                                              | اليابان         | تنزانيا                        |
| --------------------------------------------------------- | --------------- | ------------------------------ |
| المساحة (كم2)                                             | 377.97 ألف      | 947.30 ألف                     |
| عدد السكان (نسمة)                                         | 126.79 مليون    | 57.31 مليون                    |
| الكثافة السكانية (ن./كم²)                                 | 335.45          | 60.5                           |
| العاصمة                                                   | طوكيو           | دودوما                         |
| اللغة الرسمية                                             | اللغة اليابانية | اللغة السواحلية، لغة إنجليزية  |
| العملة                                                    | ين ياباني       | شيلينغ تانزاني                 |
| الناتج المحلي الإجمالي (بليون دولار)                      | 4.87 تريليون    | 52.09 مليار                    |
| الناتج المحلي الإجمالي (تعادل القوة الشرائية) بليون دولار | 5.18 تريليون    | 138.73 مليار                   |
| الناتج المحلي الإجمالي الاسمي للفرد دولار أمريكي          | 34.52 ألف       | 878                            |
| الناتج المحلي الإجمالي للفرد دولار أمريكي                 | 36.62 ألف       | 2.54 ألف                       |
| مؤشر التنمية البشرية                                      | 0.903           | 0.521                          |
| رمز المكالمات الدولي                                      | +81             | +255                           |
| رمز الإنترنت                                              | .jp             | .tz                            |
| المنطقة الزمنية                                           | توقيت اليابان   | ت ع م+03:00، توقيت شرق أفريقيا |

## منظمات دولية مشتركة
يشترك البلدان في عضوية مجموعة من المنظمات الدولية، منها:
| علم المنظمة | اسم المنظمة                               | تاريخ انضمام اليابان | تاريخ انضمام تنزانيا |
| ----------- | ----------------------------------------- | -------------------- | -------------------- |
|             | يونسكو                                    | 2 يوليو 1951         | 6 مارس 1962          |
|             | مؤسسة التمويل الدولية                     | 20 يوليو 1956        | 10 سبتمبر 1962       |
|             | المركز الدولي لتسوية المنازعات الاستشارية | 16 سبتمبر 1967       | 17 يونيو 1992        |
|             | منظمة حظر الأسلحة الكيميائية              | ?                    | ?                    |
|             | مؤسسة التنمية الدولية                     | 27 ديسمبر 1960       | 6 نوفمبر 1962        |
|             | منظمة التجارة العالمية                    | ?                    | 1995                 |
|             | وكالة ضمان الاستثمار متعدد الأطراف        | 12 أبريل 1988        | 19 يونيو 1992        |
|             | الاتحاد البريدي العالمي                   | ?                    | ?                    |
|             | الاتحاد الدولي للاتصالات                  | 29 يناير 1879        | 31 أكتوبر 1962       |
|             | منظمة الشرطة الجنائية الدولية             | ?                    | ?                    |
|             | الأمم المتحدة                             | 18 ديسمبر 1956       | 14 ديسمبر 1961       |
|             | البنك الدولي للإنشاء والتعمير             | 13 أغسطس 1952        | 10 سبتمبر 1962       |
|             | البنك الإفريقي للتنمية                    | ?                    | ?                    |

## وصلات خارجية
- موقع وزارة الخارجية اليابانية
- موقع وزارة الخارجية التنزانية